# Philodryas arnaldoi
Philodryas arnaldoi là một loài rắn trong họ Rắn nước. Loài này được Amaral mô tả khoa học đầu tiên năm 1932.